# Mehrfamilienhaus Wendtstraße 4 bis 8
Das Mehrfamilienhaus Wendtstraße 4 bis 8 in der niedersächsischen Kreisstadt Cuxhaven-Döse im Landkreis Cuxhaven stammt vom ersten Drittel des 20. Jahrhunderts. Aktuell (2024) wird es durch Wohnungen genutzt.
Das Gebäude steht unter Denkmalschutz (siehe auch Liste der Baudenkmale in Cuxhaven).

## Geschichte und Beschreibung
Eine Gruppe von drei- bis viergeschossigen Wohnbauten in Backstein entstand von 1927 bis 1929 beidseitig der Wendtstraße und um einen südlichen Platz.
Das dreigeschossige traufständige verklinkerte Gebäude mit klassizistischen Anklängen mit ziegelgedecktem Satteldach und mit mittigem Dachhaus über den drei Eingängen wurde 1927/28 nach Plänen des Architekten Hans Land für die Bauhütte Cuxhaven (Geschäftsführer Karl Olfers) und den Bauverein Sparwille gebaut. Die Fassade wurde gestaltet durch breite Gurt- und Sohlbankgesimse mit Wandstreifen zwischen Erd- und erstem Obergeschoss sowie steinernen Eingangsumrahmungen mit halbrundem Oberlicht. Die Rückfront wurde verputzt. Originale Türblätter sind erhalten.
Das Landesdenkmalamt befand u. a.: „… in der Grundgestaltung konventionell konzipiert sind, dabei aber wieder expressionistische Details aufweisen … .“